# Clidemia capitellata
El cordobancillo peludo o Clidemia capitellata es un arbusto perenne perteneciente  a la familia  Melastomataceae.

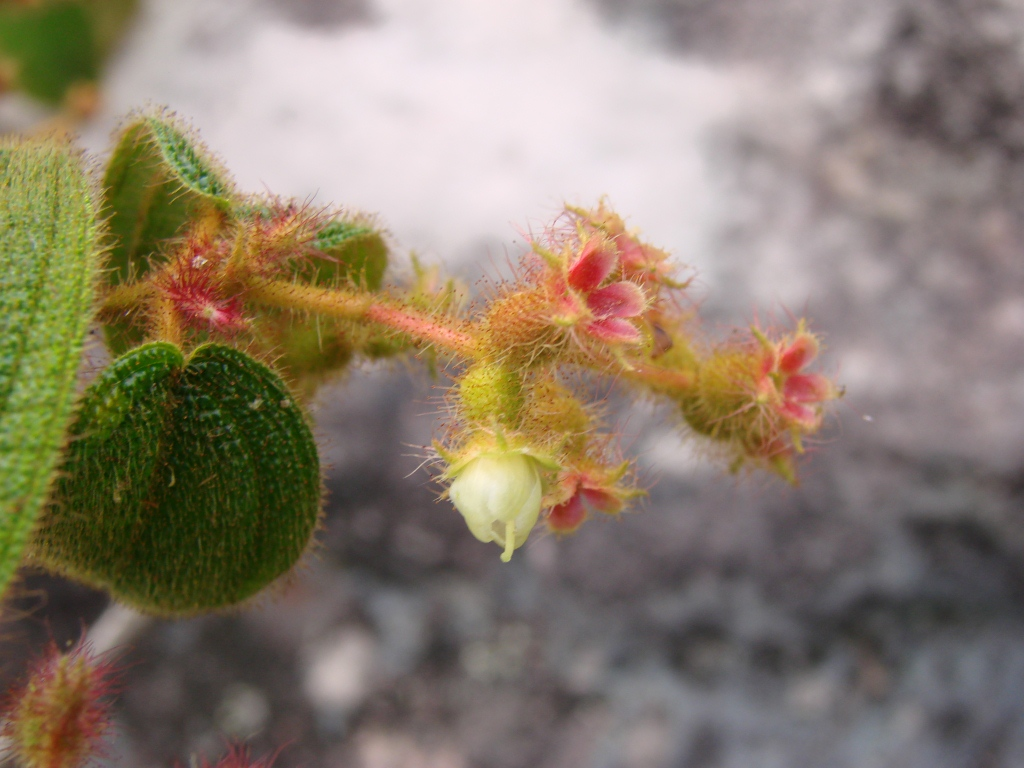
Flores

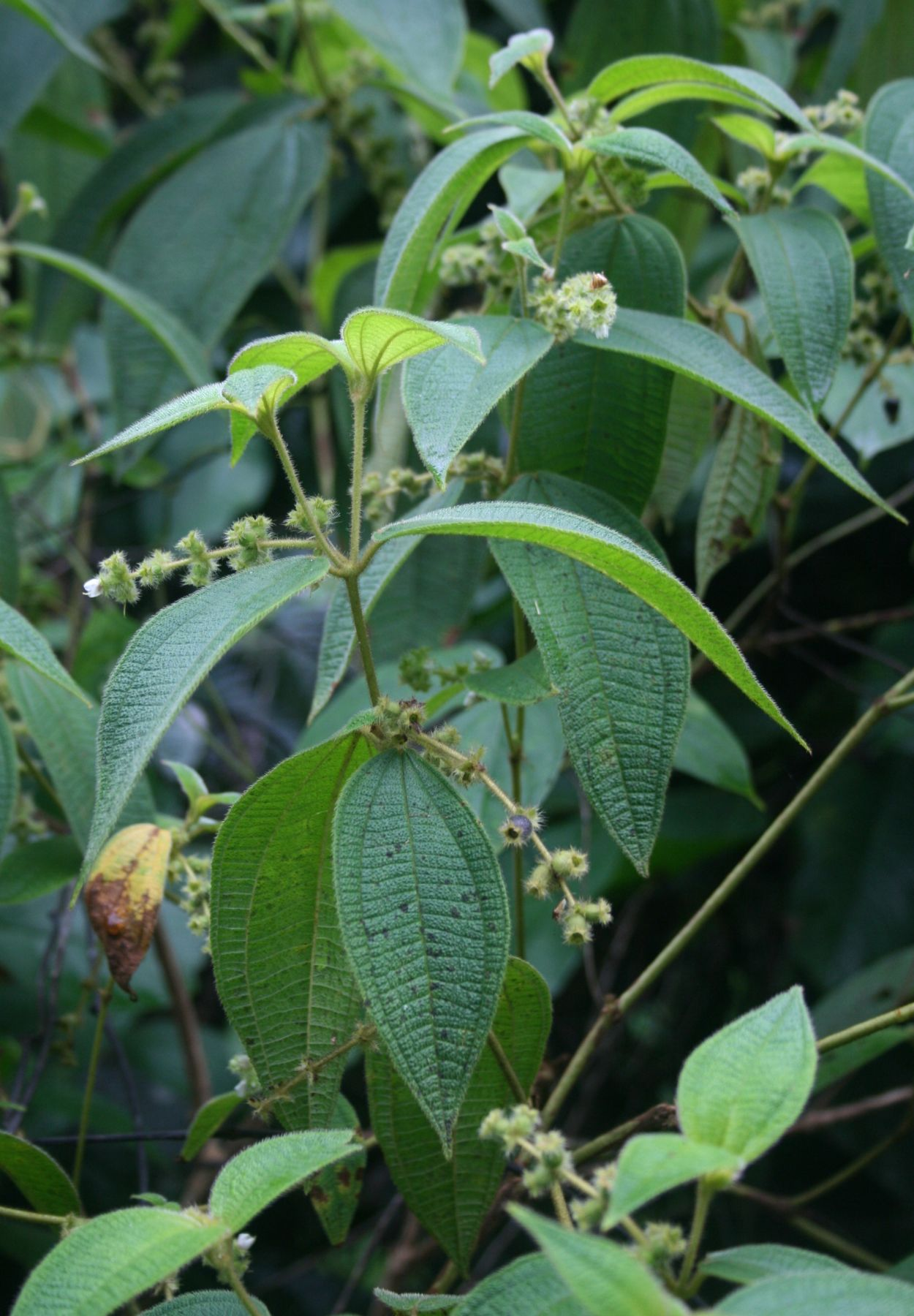
Vista de la planta

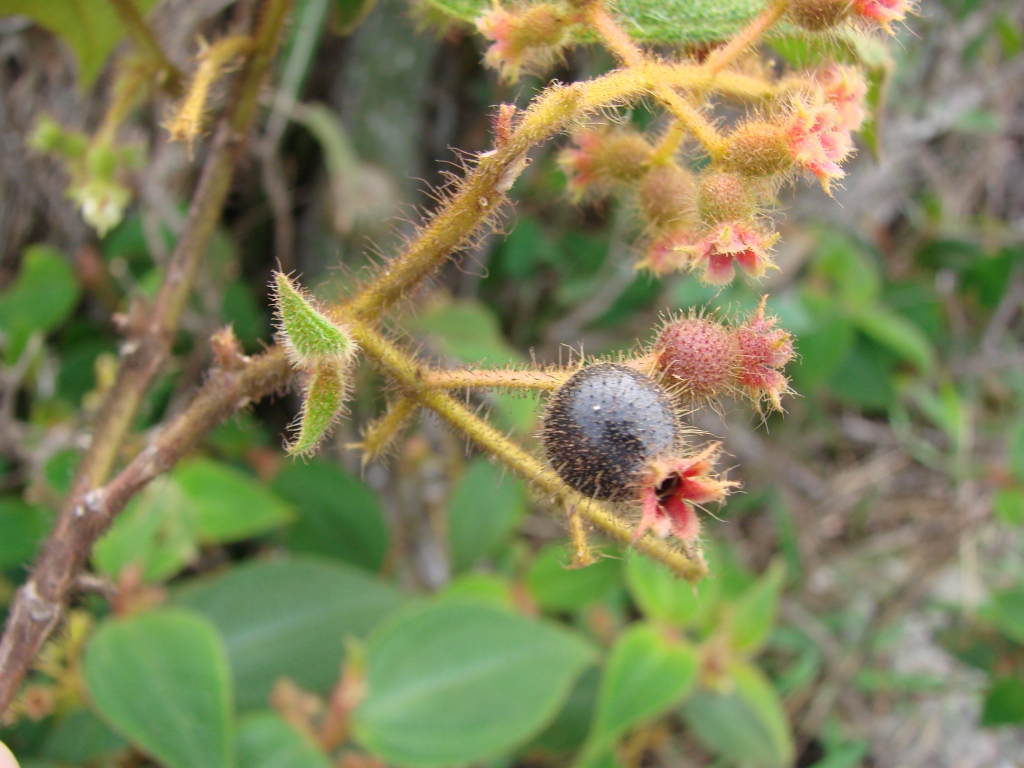
Detalle

## Descripción
Son arbustos que alcanza un tamaño 1–3 m de alto; ramitas, nervios del envés de la hoja, inflorescencias e hipantos moderada a densamente puberulento-estrellados, sobrepasados por una capa moderada a densa de tricomas glandulares de 0.5–1 mm de largo y tricomas lisos eglandulares de 1–5 mm de largo. Hojas ovadas a elíptico-ovadas, (7–) 10–19 cm de largo y 3.5–8.5 cm de ancho, ápice acuminado, base obtusa a redondeada o subcordada, margen ciliado-serrulado, haz con una mezcla copiosa de tricomas estrellados (algunos de los cuales son pediculados) y lisos (todos o algunos con base hinchada), 5–7-nervias. Inflorescencia de contorno espiciforme o piramidal, pseudolateral, 5–14 cm de largo, con ramificación lateral al menos desde los nudos inferiores, flores 5-meras, sésiles en fascículos nodales amontonados, bractéolas ovadas a elípticas 1.5–4 mm de largo y 0.5–2.5 mm de ancho, persistentes; lobos del cáliz ovados a semicirculares, 1.5–2 mm de largo y 1–2 mm de ancho, iguales o más cortos que los dientes, dientes subulados 1.5–3 mm de largo; pétalos oblongo-obovados, 3–6 mm de largo y 2–4 mm de ancho, glabros, blancos; filamentos 2.5–3 mm de largo, tecas 2–2.5 mm de largo con un poro inclinado ventralmente, blancas, conectivo simple; ovario 5-locular, 3/4 ínfero, el ápice escasa y cortamente estrellado y puberulento glandular o dilatado en forma de un collar corto y puberulento-glandular. Baya 6–9 mm de diámetro, azul-morada cuando madura; semillas 0.5 mm de largo, granulosas, cafés.

## Distribución y hábitat
Es una especie común y ampliamente distribuida en lugares alterados, márgenes de ríos, márgenes de pluvioselvas, de la zona atlántica; a una altitud de 0–360 metros; fl y fr todo el año; se encuentra desde el sur de México a Bolivia y Brasil y en las Antillas.

## Taxonomía
Clidemia capitellata fue descrita por  (Bonpl.) D.Don y publicado en Memoirs of the Wernerian Natural History Society 4(2): 310. 1823.
Sinonimia
- Clidemia dependens Pav. ex D. Don
- Clidemia neglecta D. Don
- Clidemia spicata (Aubl.) D. Don
- Maieta dependens Baill.
- Melastoma capitellatum Bonpl.
- Melastoma capitellatum var. neglecta (D. Don) L.O. Williams
- Melastoma dependens Pav. ex D. Don
- Melastoma spicatum Aubl.
- Staphidium confertiflorum Naudin[4]